# Ляжвершина
Ляжверши́на (рос. Ляжвершина, марій. Лажмучаш) — присілок у складі Куженерського району Марій Ел, Росія. Входить до складу Шорсолинського сільського поселення.

## Населення
Населення — 16 осіб (2010; 17 у 2002).
Національний склад (станом на 2002 рік):
- марі — 88 %